# Аніка Гаффур
Аніка Гаффур (23 січня 2004) — шрі-ланкійська плавчиня.
Учасниця Олімпійських Ігор 2020 року, де в попередніх запливах на дистанції 100 метрів батерфляєм посіла 32-ге місце і не потрапила до півфіналів.